# Betty La Fea, die Geschichte geht weiter
Betty La Fea, die Geschichte geht weiter (Originaltitel: Betty La Fea, La Historia Continúa) ist eine kolumbianische Fernsehserie, welche die Handlung der Telenovela Yo soy Betty, la fea (1999–2001) und ihrer Nachfolgeserie Ecomoda (2001–2002) fortsetzt. Die Serie wurde am 19. Juli 2024 weltweit auf Prime Video veröffentlicht.

## Handlung
20 Jahre sind seit dem Ende von Yo soy Betty, la fea vergangen. Betty findet sich in einer Lebenssituation wieder, in der sie nicht glücklich ist. Sie hat Ecomoda vor einiger Zeit verlassen und kämpft an mehreren Fronten. Auch ihre Ehe mit Armando, der Ecomoda seit ihrem Weggang leitet, steht auf der Kippe, und von ihrer Tochter Camila ist sie entfremdet. Betty denkt viel über ihre vergangenen Entscheidungen nach und darüber, ob sie ein Fehler waren. Kurz vor seinem Tod äußert Roberto, Armandos Vater und Mitgründer von Ecomoda, den Wunsch, Betty solle zu Ecomoda zurückkehren. Betty erfüllt ihm diesen letzten Wunsch und kehrt an die Spitze des Modeunternehmens zurück. Vor Betty liegen eine Reihe von Herausforderungen. Sie muss nicht nur die Krise, in der sich Ecomoda befindet, bewältigen und interne Konflikte lösen, sondern möchte auch die Beziehung zu ihrer Tochter verbessern und muss eine Entscheidung bezüglich ihrer Ehe treffen, während Armando versucht, ihre Zuneigung zurückzugewinnen. Wieder bei Ecomoda trifft Betty auf viele bekannte Gesichter, darunter ihre besten Freundinnen, die nach wie vor den neuesten Klatsch und Tratsch verbreiten, den eigensinnigen und eitlen Designer Hugo Lombardi sowie die verführerische Patricia, die ihre Ziele verfolgt, und viele andere. Jeder von ihnen hat in den letzten zwei Jahrzehnten seine eigenen Höhen und Tiefen erlebt und sich verändert, der eine mehr, der andere weniger.

## Besetzung und Synchronisation
Die deutschsprachige Synchronisation entstand nach den Dialogbüchern von Daniel Montoya, Tina Bartel, Kai Medinger und Eva Schaaf sowie unter der Dialogregie von Daniel Montoya und Tina Bartel durch die Synchronfirma Arena Synchron in Berlin.
| Rolle                                | Schauspieler            | Synchronsprecher         |
| ------------------------------------ | ----------------------- | ------------------------ |
| Beatriz „Betty“ Aurora Pinzón Solano | Ana María Orozco        | Carolina Vera            |
| Armando Mendoza Sáenz                | Jorge Enrique Abello    | Sascha Rotermund         |
| Camila „Mila“ Mendoza Pinzón         | Juanita Molina          | Lea Kalbhenn             |
| Marcela Valencia                     | Natalia Ramirez         | Claudia Urbschat-Mingues |
| Patricia „Paty“ Fernández            | Lorna Cepeda            | Katrin Fröhlich          |
| Nicolás Mora Cifuentes               | Mario Duarte            | Stefan Krause            |
| Hugo Lombardi                        | Julián Arango           | Axel Malzacher           |
| Mario Calderón                       | Ricardo Velez           | Romanus Fuhrmann         |
| Hermes Pinzón Galarza                | Jorge Herrera           | Rainer Gerlach           |
| Julia Solano de Pinzón               | Adriana Franco          | Karin David              |
| Freddy Stewart Contreras             | Julio César Herrera     | Gerrit Schmidt-Foß       |
| Bertha Muñoz de González             | Luces Velásquez         | Sabine Falkenberg        |
| Sandra Patiño                        | Marcela Posada          | Susanne Geier            |
| María Beatriz Valencia               | Pilar Uribe             | Schaukje Könning         |
| Roberto Mendoza                      | Kepa Amuchastegui       | Axel Lutter              |
| Saúl Gutiérrez                       | Alberto León Jaramillo  | Uwe Büschken             |
| María José „Majo“ Arriaga López      | Zharick León            | Sonja Spuhl              |
| Jefferson „Jeff“ Muriel Ramírez      | Jerónimo Cantillo       | David Brizzi             |
| Ignacio „Nacho“ Ortiz Valencia       | Sebastián Osorio        | Fabian Oscar Wien        |
| Carmen Jiménez                       | Valentina Lagarejo      | Ilona Otto               |
| Esteban Ruiz Castro                  | Rodrigo Candamil        | Nico Mamone              |
| Pascual Pabón                        | Carlos Humberto Camacho | Florian Halm             |

## Episodenliste

### Staffel 1
| Nr. (ges.) | Nr. (St.) | Deutscher Titel                 | Originaltitel                      | Erstveröffentlichung (Kolumbien) | Deutschsprachige Erstveröffentlichung (D/A/CH) |
| ---------- | --------- | ------------------------------- | ---------------------------------- | -------------------------------- | ---------------------------------------------- |
| 1          | 1         | Die Versöhnung                  | La reconcicliación                 | 19. Juli 2024                    | 19. Juli 2024                                  |
| 2          | 2         | Betty an die Macht              | Betty al poder                     | 19. Juli 2024                    | 19. Juli 2024                                  |
| 3          | 3         | Betty, die Chefin               | Betty, presidenta                  | 26. Juli 2024                    | 26. Juli 2024                                  |
| 4          | 4         | In Bettys Schuhen               | Des-Armando                        | 26. Juli 2024                    | 26. Juli 2024                                  |
| 5          | 5         | Im Gefängnis                    | Tu cárcel                          | 2. Aug. 2024                     | 2. Aug. 2024                                   |
| 6          | 6         | Ein (langer) Sommernachtstraum  | Sueño de una larga noche de verano | 2. Aug. 2024                     | 2. Aug. 2024                                   |
| 7          | 7         | Filmriss                        | La caja de los recuerdos           | 9. Aug. 2024                     | 9. Aug. 2024                                   |
| 8          | 8         | Denn erstens kommt es anders... | La noche menos pensada             | 9. Aug. 2024                     | 9. Aug. 2024                                   |
| 9          | 9         | Erinnerungen                    | Borró cassette                     | 16. Aug. 2024                    | 16. Aug. 2024                                  |
| 10         | 10        | Gib nicht dem Strand die Schuld | No culpes a la playa               | 16. Aug. 2024                    | 16. Aug. 2024                                  |

### Staffel 2
| Nr. (ges.) | Nr. (St.) | Deutscher Titel | Originaltitel | Erstveröffentlichung (Kolumbien) | Deutschsprachige Erstveröffentlichung (D/A/CH) |
| ---------- | --------- | --------------- | ------------- | -------------------------------- | ---------------------------------------------- |
| 11         | 1         | –               | –             | 15. Aug. 2025                    | 15. Aug. 2025                                  |
| 12         | 2         | –               | –             | 15. Aug. 2025                    | 15. Aug. 2025                                  |
| 13         | 3         | –               | –             | 22. Aug. 2025                    | 22. Aug. 2025                                  |
| 14         | 4         | –               | –             | 22. Aug. 2025                    | 22. Aug. 2025                                  |
| 15         | 5         | –               | –             | 29. Aug. 2025                    | 29. Aug. 2025                                  |
| 16         | 6         | –               | –             | 29. Aug. 2025                    | 29. Aug. 2025                                  |
| 17         | 7         | –               | –             | 5. Sep. 2025                     | 5. Sep. 2025                                   |
| 18         | 8         | –               | –             | 5. Sep. 2025                     | 5. Sep. 2025                                   |
| 19         | 9         | –               | –             | 12. Sep. 2025                    | 12. Sep. 2025                                  |
| 20         | 10        | –               | –             | 12. Sep. 2025                    | 12. Sep. 2025                                  |